# اوراواکوندا
اوراواکوندا (به انگلیسی: Uravakonda) یک منطقهٔ مسکونی در هند است که در Uravakonda mandal واقع شده‌است. اوراواکوندا ۳۰٫۲۸ کیلومتر مربع مساحت و ۸۰٬۲۰۱ نفر جمعیت دارد و ۴۵۹ متر بالاتر از سطح دریا واقع شده‌است.